# Nara Dahda
Nara Dahda – wieś w Pakistanie, w prowincji Pendżab. W 2017 roku liczyła 5245 mieszkańców.